# NGC 236
NGC 236 је спирална галаксија у сазвежђу Рибе која се налази на NGC листи објеката дубоког неба.
Деклинација објекта је + 2° 57' 29" а ректасцензија 0h 43m 27,4s. Привидна величина (магнитуда) објекта NGC 236 износи 13,6 а фотографска магнитуда 14,3. NGC 236 је још познат и под ознакама UGC 462, MCG 0-3-1, CGCG 383-80, IRAS 00409+0241, PGC 2596.